# 新莫拉达-迪米纳斯
新莫拉达－迪米纳斯是巴西米纳斯吉拉斯州的一个市镇。总面积2084.612平方公里，总人口8297人，人口密度4人/平方公里。